# Liste des seigneurs d'Aigremont
La seigneurie d'Aigremont est une terre noble sise à Aigremont, en Haute-Marne, dans le comté de Champagne. Elle a donné son nom à la famille féodale d'Aigremont. La seigneurie s'est transmise en ligne féminine aux Neuviller puis aux Choiseul, qui la vendirent en 1607.

## Légende
La légende fait de Beuves (ou Bovo) l'un des premiers seigneurs d'Aigremont. Il serait le père (avec la fille d'Arnault de Monclair) de Maugis, contemporain de Charlemagne, qui monté sur le cheval Bayard put échapper à ses ennemis en faisant franchir la vallée de l'Apance à son coursier. L'élan fut tel que le prodigieux cheval imprima ses fers dans la roche, mais l'un d'eux s'arracha et, en plein saut, tomba dans le vallon où il s'enfonça profondément et produisit la source ferrugineuse qui existe toujours.
Maugis aurait fait élever la première tour du château sur le Mons Clarus (dont on donne le nom à son aïeul maternel) et qui serait devenu Acer-Mons, puis enfin le Aigremont moderne. La légende est confortée par le fait que la tour principale du château d'Aigremont a porté le nom de Maugis jusqu'à la destruction de la forteresse.

## Filiation
Les seigneurs successifs de la terre d'Aigremont sont :
- Foulques de Serqueux (mort avant 1136) : premier seigneur connu d'Aigremont et de Serqueux. Marié en premières noces à Eve de Reynel, fille d'Aubry de Reynel, comte de Reynel, de qui il a un ou deux enfant(s). Veuf, il épouse en secondes noces Saruc de Grancey, veuve de Tescelin, seigneur de Fontaine-lès-Dijon et grand-père de Bernard de Clairvaux[3], dont il a quatre ou cinq enfants :
- de (1) : Olry d'Aigremont (mort avant 1136), qui succède à son père.
- de (1) ou (2) : Vilain d'Aigremont (mort le 3 août 1136), qui est prêtre à Langres en 1084, archidiacre de Langres en 1099 puis évêque de Langres en 1125.
- de (2) : Gui d'Aigremont (mort après 1140), seigneur de Serqueux. Il épouse Hesceline de Joinville, fille de Hilduin de Joinville, seigneur de Nully), dont il a un fils : Guerry (père de Gauthier de Nully. Tige de la deuxième maison des seigneurs de Nully.
- de (2) : Helduin d'Aigremont, père d'Aubry d'Amance (mère inconnue).
- de (2) : Aimon d'Aigremont, père d'Ebles (mère inconnue).
- de (2) : Geoffroy d'Aigremont (mort en 1097), qui a combattu au siège de Nicée en 1097 pendant la première croisade et y est décédé.

### Famille d'Aigremont

Blason de la famille d'Aigremont

- Olry d'Aigremont (mort avant 1136) : succède à son père. Marié avec Adeline de Choiseul (morte après 1126), fille de Renier de Choiseul, premier seigneur de Choiseul connu, et d'Ermagarde, de qui il a huit enfants connus :
  - Foulques de Choiseul (mort après 1136), succède à son oncle et devient seigneur de Choiseul.
  - Renier d'Aigremont (mort vers 1182-1183), qui suit.
  - Gérard d'Aigremont (mort après 1160), dit Sans Terre : il a quatre enfants (le nom de sa femme est inconnu, peut-être de la famille de Bourmont) :
    - Olry d'Aigremont (mort vers 1209-1214) : marié avec Damette de ???, il a deux enfants :
      - Gérard d'Aigremont (mort avant 1214) : cité dans une charte de 1189 de l'abbaye de Cherlieu, probablement mort avant 1214.
      - Marie d'Aigremont (morte après 1189) : citée dans une charte de 1189 de l'abbaye de Cherlieu.

    - Barthélemy d'Aigremont (mort après 1189) : cité dans une charte de 1173 de l'abbaye de la Crête et dans une autre de 1189 de l'abbaye de Cherlieu.
    - Godefroi d'Aigremont (mort après 1189) : cité dans une charte de 1173 de l'abbaye de la Crête et dans une autre de 1189 de l'abbaye de Cherlieu.
    - ??? d'Aigremont (mort avant 1214) : cité dans une charte de 1189 de l'abbaye de Cherlieu, marié avec ??? de Blondefontaine.

  - Olry d'Aigremont (mort après 1164) : qui fut prévôt de Saint Geosmes.
  - Vilain d'Aigremont (mort après 1168) : prieur de Varennes, puis abbé de Molesme.
  - Gertrude d'Aigremont (morte après 1170) : mentionnée dans une charte de 1170.
  - Reine d'Aigremont (morte après 1170) : mentionnée dans une charte de 1170.
  - Michelle d'Aigremont ou Milette d'Aigremont (morte après 1176) : mariée avec Gérard de Bourmont, avec qui elle a au moins quatre enfants (Foulques, Renier, Vilain et Louis de Bourmont).
- Renier d'Aigremont (mort vers 1182-1183) : succède à son père. Le nom de son épouse est inconnu, de qui il a trois enfants.
  - Agnès d'Aigremont (morte après 1170) : mariée à Olry de Vaudémont, seigneur de Deuilly, dont elle a une fille Helvis Damiette de Deuilly (née vers 1162-1164, morte vers 1303-1305), qui suit plus loin, puis , une fois veuve, mariée en secondes noces à Olry de Neuviller, qui suit.
  - Berthe d'Aigremont (morte après 1170) : moniale à l'abbaye de Remiremont.
  - Adeline d'Aigremont (morte après 1170) : moniale à l'abbaye de Remiremont.

### Famille de Neuviller

Blason de la famille de Neuviller

- Olry Ier de Neuviller (né avant 1130, mort après 1189), succède à son beau-père, et devient seigneur d'Aigremont par mariage avec Agnès d'Aigremont, héritière de Foulque d'Aigremont, dont il a trois enfants :
  - Joethe de Neuviller (née vers 1165, morte après 1213). Mariée à Robert de Hombourg, qui suit plus loin.
  - Olry II de Neuviller (mort vers 1190-1192), qui suit.
  - Renier II de Neuviller (mort en 1203), qui suit après son frère.
- Olry II de Neuviller (mort vers 1190-1192), succède à son père et meurt sans héritier.
- Renier II de Neuviller (mort en 1203), succède à son frère et meurt sans héritier.
- Thierry II de Neuviller (mort après 1203-1205), fils de Thierry Ier de Neuviller (frère de Olry Ier de Neuviller), succède à son cousin et devient seigneur d'Aigremont (le nom de sa mère est inconnu). Marié à Helvis Damiette de Deuilly, fille de Olry de Vaudémont, seigneur de Deuilly, et d'Agnès d’Aigremont, dont il a deux enfants :
  - Thierry de Neuviller (mort après 1203-1205), qui suit.
  - Simone de Neuviller (morte après 1203-1205), mariée en 1198 à Gauthier de Preny, et sont les ancêtres de la maison d’Haussonville en Lorraine.
- Thierry III de Neuviller (mort après 1203-1205), succède à son père et meurt sans héritier.
- Robert de Hombourg (mort entre 1213 et 1220) succède à ses cousins, et devient seigneur d'Aigremont par mariage avec Joethe de Neuviller, héritière de Olry Ier de Neuviller, dont il a quatre enfants :
  - Olry de Neuviller (né en 1180, mort en 1213), qui suit.
  - Robert de Neuviller (mort après 1256), mariée en premières noces à Nicole Comtesse, veuve de Guy, seigneur de Jonvelle-sur-Saône, puis en secondes noces à Clémence de Rosières, fille d'Aubry de Rosières.
  - Jean d'Hennaménil (mort après 1262), marié avec Mathilde (nom de famille inconnu)
    - Odile d'Hennaménil, citée dans une charte de 1261.

  - Renier de Neuviller (mort après 1235), cité dans une charte de 1235 de l'hôpital de Guite-Fève.
- Olry III de Neuviller (né en 1180, mort en 1213), succède à son père. Il a probablement eu un fils avec une femme dont le nom est inconnu :
  - Renier de Neuviller (né vers 1200, mort vers 1245), qui suit.
- Renier III de Neuviller (né vers 1200, mort vers 1245), succède à son père. Il aurait été Partisan d'Érard de Brienne pendant la guerre de succession de Champagne. Il épouse avant 1230 Isabelle de Bauffremont, fille de Liébaud III, seigneur de Bauffremont, et de sa seconde épouse Isabelle de Reynel, dont il a une fille :
  - Alix de Neuviller, dite Bartholomette (né vers 1230, mort avant mai 1302), qui épouse avant décembre 1246 Jean Ier, seigneur de Choiseul, fils Raynard III, seigneur de Choiseul, et de sa seconde épouse Alix de Dreux, qui suit.

### Maison de Choiseul

Blason de la maison de Choiseul

- Jean de Choiseul (né vers 1222-1225, mort entre le 20 décembre 1308 et mars 1309). Seigneur de Choiseul, il devient également seigneur d'Aigremont par mariage avec Bartholomette de Neuviller (dite Alix), dont il aurait eu six enfants :
  - Alix de Choiseul (née avant janvier 1254, morte entre mars 1312 et le 28 août 1335), qui épouse Guy de La Ferté-sur-Amance (maison de Vignory), dont elle a quatre enfants.
  - Jean II de Choiseul (né entre janvier 1254 et janvier 1260, mort en janvier 1337), qui hérite de la seigneurie de Choiseul. Il épouse Alix de Grancey dont il a quatre enfants.
  - Jeanne de Choiseul (morte après 1280), qui épouse Pierre, seigneur de Bourlemont.
  - Renier de Choiseul (né entre 1255 et 1265, mort entre août 1311 et 1325), qui hérite de la seigneurie d'Aigremont, qui suit.
  - Raynard de Choiseul (mort après le 20 avril 1334), qui épouse Alix de Joinville, dame de Sailly, dont il a deux enfants (Jean et Isabelle), puis en secondes noces Isabelle de Bazincourt.
  - Alix de Choiseul (morte en 1301), qui épouse Étienne, seigneur d’Oiselay, dont elle a six enfants (Étienne, Renaude, Thibaud, Renaud, Isabelle et Guillelme).
- Renier Ier de Choiseul (né entre 1255 et 1265, mort entre août 1311 et 1325), succède à son père. Il épouse une femme dont le nom est inconnu et dont il a un enfant, puis en secondes noces Isabelle de Lor (une fois veuve, elle épousera en secondes noces Jean de Conflans, seigneur de Vieilmaisons).
  - Renier de Choiseul (né entre 1275 et 1290, mort entre janvier 1340 et octobre 1345), qui suit.
- Renier II de Choiseul (né entre 1275 et 1290, mort entre janvier 1340 et octobre 1345), succède à son père. Il épouse Isabelle de Salm (veuve de Gérard de Sorel), dont il a quatre enfants :
  - Renier de Choiseul (né entre 1304 et 1310, mort entre le 19 mars 1348 et le 18 juillet 1354), qui suit.
  - Guillaume de Choiseul (né entre 1306 et 1315, mort après février 1368), il épouse une femme dont le nom est inconnu dont il a un fils : Renier de Choiseul (mort après 1378).
  - Gérard de Choiseul (né entre 1308 et 1320, mort après le 2 janvier 1348), n'a pas de postérité connue.
  - Isabelle de Choiseul, qui épouse avant 1334 Erard d’Ortillon, seigneur d’Ormoy.
- Renier III de Choiseul (né entre 1304 et 1310, mort entre le 19 mars 1348 et le 18 juillet 1354), succède à son père. Il épouse une femme dont le nom est inconnu (peut-être Marguerite de Cussey, dame de Santenay) dont il a trois enfants :
  - Renaud de Choiseul (né entre 1345 et 1350, mort entre le 20 janvier 1391 et le 23 janvier 1402), qui suit.
  - Pierre de Choiseul (mort le 14 janvier 1401), qui épouse une femme dont le nom est inconnu dont il a deux enfants :
    - Pierre de Choiseul, tige de la branche des Choiseul seigneurs d'Aigremont, de Beauvilliers et de Chevigny, plus tard ducs de Praslin.
    - Jeanne de Choiseul, qui épouse Guillaume, seigneur de Saint-Loup.

  - Jean de Choiseul, cité dans une charte de 1380, probablement décédé sans postérité.
- Renaud de Choiseul (né entre 1345 et 1350, mort entre le 20 janvier 1391 et le 23 janvier 1402), succède à son père. Il épouse Jeanne de Grancey, dame d'Eclance, dont il a trois enfants :
  - Jean de Choiseul, (mort après le 13 mai 1409), qui suit
  - Guillaume de Choiseul (mort après le 15 juillet 1455), qui épouse une femme dont le nom est inconnu dont il a deux enfants :
    - Huet de Choiseul (mort avant le 15 juillet 1455), cité comme mort dans une charte de 1455 dans laquelle la maison des Choiseul-Aigremont réclame le comté de Salm.
    - Anne de Choiseul, qui épouse Jacques ou Jacquot d'Aspremont. Citée dans une charte du 15 juillet 1455 dans laquelle la maison des Choiseul-Aigremont réclame le comté de Salm. Elle hérite de son frère Huet.

  - Alix de Choiseul, citée dans une charte de 1386.
- Jean de Choiseul (mort après le 13 mai 1409), succède à son père . Il épouse une femme dont le nom est inconnu, dont il a deux enfants :
  - Gillequin de Choiseul (mort après 1493), qui suit.
  - Jean de Choiseul, cité dans une charte de 1455 dans laquelle la maison des Choiseul-Aigremont réclame le comté de Salm.
- Gillequin de Choiseul (mort après 1493), succède à son père. Tige de la branche des Choiseul seigneurs d'Aigremont et d'Isches.

Les Choiseul vendirent Aigremont en 1607, et Henri de Luxembourg (mort en 1616), duc de Piney et prince de Tingry, l'acheta. Les Montmorency-Luxembourg (cf. François-Henri) en héritèrent.
Les seigneurs d'Aigremont ont aussi été qualifiés de princes d'Aigremont.